# Doubravčice
Doubravčice (něm.: Daubrawitz) jsou obec v okrese Kolín ve Středočeském kraji. Leží asi osm kilometrů jihozápadně od města Český Brod. Obcí protéká Lázný potok a kolem obce potok Bušinec, které jsou levým přítokem říčky Šembery. Žije zde přibližně 1 400 obyvatel a jejich katastrální území má rozlohu 918 ha. V roce 2011 zde bylo evidováno 519 adres.
Doubravčice jsou také název katastrálního území o rozloze 9,17 km2.

## Historie
První písemná zmínka o obci pochází z roku 1331.

## Obyvatelstvo

### Počet obyvatel
Počet obyvatel je uváděn za Doubravčice podle výsledků sčítání lidu včetně místních části, které k nim v konkrétní době patří. Je patrné, že stejně jako v jiných menších obcích Česka počet obyvatel v posledních letech roste. V celé roztocké aglomeraci nicméně žije necelých 1 tisíc obyvatel.
| 1869 | 1880 | 1890 | 1900 | 1910 | 1921 | 1930 | 1950 | 1961 | 1970 | 1980 | 1991 | 2001 | 2011 | 2021  |
| ---- | ---- | ---- | ---- | ---- | ---- | ---- | ---- | ---- | ---- | ---- | ---- | ---- | ---- | ----- |
| 343  | 401  | 366  | 362  | 395  | 319  | 306  | 229  | 232  | 208  | 203  | 194  | 205  | 523  | 1 211 |

| 1869 | 1880 | 1890 | 1900 | 1910 | 1921 | 1930 | 1950 | 1961 | 1970 | 1980 | 1991 | 2001 | 2011 | 2021 |
| ---- | ---- | ---- | ---- | ---- | ---- | ---- | ---- | ---- | ---- | ---- | ---- | ---- | ---- | ---- |
| 52   | 59   | 60   | 61   | 66   | 68   | 76   | 92   | 82   | 73   | 73   | 103  | 124  | 207  | 393  |

## Obecní správa
V letech 1960–1990 k obci patřily Štíhlice.

### Územněsprávní začlenění
Dějiny územněsprávního začleňování zahrnují období od roku 1850 do současnosti. V chronologickém přehledu je uvedena územně administrativní příslušnost obce v roce, kdy ke změně došlo:
- 1850 země česká, kraj Pardubice, politický okres Černý Kostelec, soudní okres Český Brod[11]
- 1855 země česká, kraj Praha, soudní okres Český Brod
- 1868 země česká, politický i soudní okres Český Brod
- 1939 země česká, Oberlandrat Kolín, politický i soudní okres Český Brod[12]
- 1942 země česká, Oberlandrat Praha, politický i soudní okres Český Brod[13]
- 1945 země česká, správní i soudní okres Český Brod[14]
- 1949 Pražský kraj, okres Český Brod[15]
- 1960 Středočeský kraj, okres Kolín
- 2003 Středočeský kraj, obec s rozšířenou působností Český Brod

### Obecní symboly
Znak a vlajka byly obci uděleny rozhodnutím předsedkyně Poslanecké sněmovny Parlamentu České republiky dne 25. listopadu 2011.

## Společnost

### Rok 1932
Ve vsi Doubravčice (319 obyvatel) byly v roce 1932 evidovány tyto živnosti a obchody: autodoprava, bednář, hostinec, 2 koláři, kovář, obuvník, 2 obchody s lahvovým pivem, 2 řezníci, 2 obchody se smíšeným zbožím, spořitelní a záložní spolek pro Doubravčice, 2 švadleny, trafika.

## Doprava
Do obce vede silnice II/113, která začíná v Českém Brodě a pokračuje přes Tismice a Mrzky, až do Doubravčic, kde se vynoříte z lesa z menší zatáčky a pokračujete dál ke středu obce, odtud pak kolem novo zástavby a dál do Mukařova.
- Železnice – Železniční trať ani stanice na území obce nejsou.

Veřejná doprava 2025
- Autobusová doprava – V obci má zastávky autobusová linka 491 v trase Český Brod,žel.st. - Tismice,MŠ - Mrzky - Doubravčice - Štíhlice,Doubravčická - Mukařov a také autobusová linka 823 v trase Doubravčice - Masojedy - Hradešín - Přišimasy - Škvorec,nám. - Úvaly,žel.st. Dále v obci začíná též jeden školní spoj linky 660 v trase Doubravčice - Štíhlice - Kozojedy,rozc. - Kostelec n.Č.l.,nám., v opačném směru jedou odpoledne dva školní spoje zpět.

## Pamětihodnosti
- Hradiště Dolánky (též Starý zámek) se zbytky středověkého hradu Šember

## Fotogalerie

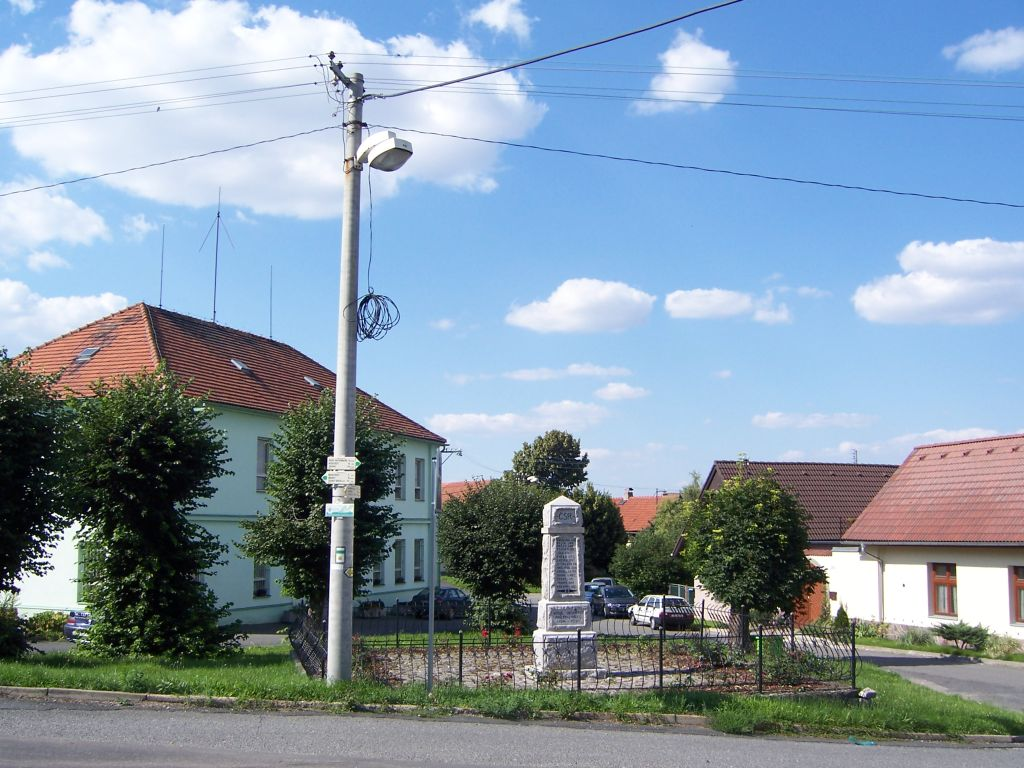
Pomník na návsi